# Страх и трепет (фильм)
«Стра́х и тре́пет» — французский кинофильм, снятый по мотивам одноимённого романа бельгийки Амели Нотомб. Параллельные фильму события описаны в киноленте «Токийская невеста».
Премьера фильма состоялась во Франции 4 июля 2003 года.

## Сюжет
Сюжет основан на одноимённом автобиографическом романе Амели Нотомб и близок к сюжету книги. Бельгийка Амели решает работать в Японии и влиться в японское общество. Сначала ей кажется, что это будет несложно, ведь Амели провела в Японии своё детство. На работе она практически сталкивается с расизмом и неуважением со стороны начальников, однако самое худшее ждёт впереди. Долгое время Амели восхищалась красотой одинокой девушки Фубуки, которая, как и Амели, сталкивается с неуважением со стороны начальников. Амели становится её новой подчинённой и случайно застаёт Фубуки в тот момент, когда та плачет. Фубуки чувствует себя глубоко оскорблённой, что кто-то увидел её слабость, и начинает всячески гнобить Амели, заставляя делать её самую унизительную работу, в результате Амели только и делает, что занимается уборкой в туалете. Многие работники фирмы перестают посещать мужской туалет на этаже, где убирается Амели, выражая тем самым неодобрение решения поручить уборку молодой бельгийке. Но и в этом Фубуки обвиняет девушку. Однако Амели решает не сдаваться и доработать свой срок по контракту. В конце фильма Амели выпускает книгу и получает письмо с поздравлением от Фубуки.

## В ролях
- Сильви Тестю — Амели
- Каори Цудзи (辻香緒里) — Фубуки Мори
- Таро Сува — господин Сайто
- Бисон Катаяма — господин Омоти
- Ясунари Кондо — господин Тэнси

## Награды
- 2003 — Приз за лучшую женскую роль на кинофестивале в Карловых Варах — Амели
- 2004 — Кинопремия «Сезар» за лучшую женскую роль — Амели

## Музыка
На протяжении всего фильма использовались вариации Гольдберга Иоганна Себастьяна Баха в исполнении Пьера Антая на клавесине. Это указано на 68 секунде фильма.